# 阿尔图罗·罗达斯
阿尔图罗·罗达斯（Arturo Rodas，1954年3月3日—），是於厄瓜多尔首都基多出生的法国作曲家。他也是厄瓜多尔最知名的作曲家之一。

## 生活
罗达斯在基多国家音乐学院（National Conservatory in Quito）学习音乐，在厄瓜多尔中央大学学习法律专业。1979年至1984年，他就读于巴黎高等音乐学院。1984年返回厄瓜多尔，他的一些交响乐作品被厄瓜多尔国家交响乐团演奏，因而成为著名作曲家之一。

## 作品
- Entropía: 乐团
- Andino 3: 长笛
- Arcaica: 打击乐器和乐团的协奏曲
- Mordente: 四个单簧管
- Clímax: 乐团
- Espacios invertidos: 打击乐器
- Ramificaciones temporales: 单簧管
- Güilli Gu: 乐团
- Fibris: 乐团
- ¡ Oh ... ! : 小号
- Obstinado: 大提琴
- Melodías de cámara: 室内乐
- ¡ Oh ... ! : 钢琴
- Obsesiva: 乐团和电子音乐的
- Introitus: 乐团和歌唱队
- Kyrie: 乐团和歌唱队
- La: 乐团和歌唱队
- A-B-C-D: 弦乐四重奏
- Había una vez: 室内乐和歌唱队
- Andante: 萨克管, 钢琴和 打击乐器
- Obstinado 2: 大提琴
- Andino 4: 长笛
- Espacios invertidos 2: 打击乐器
- Mordente 2: 四个单簧管
- Lieder: 打击乐器
- Full Moon Business: 室内乐
- 24.5 前奏曲: 钢琴
- Bailecito: 电子的音乐
- Fermez les yeux svp: 电子的音乐
- Buñuelos: 小号
- Mandolínico: 曼德琳
- Laúdico: 鲁特琴
- Laúdico: 吉他
- Ta-i-a-o-a: 女高音
- El árbol de los pájaros (“鸟儿的树”): 没有声音的歌剧; 乐团的乐器和电子的音乐
- Il était une fois (“从前”): 歌唱队
- Sol-fa-mi-re-e-do-o-la: 歌唱队
- Pan comido (小菜一碟): 钢琴和电子音乐
- Fermez les yeux svp (请您关上眼睛): 电子音乐和电影
- Life Class 2005: 电子音乐和电影
- Organillo: 管风琴
- The walk (散步时): 女高音, 电子音乐和电影
- Reflejos en la noche (夜里的反射光): 钢琴
- Anónimo (无名的): 长笛,单簧管, 双簧管, 大提琴
- Papeleo sin fin: 高男中音
- Ricercare: 三个打击乐器
- Fuga atonal 1 (赋格): 双簧管, 钢琴
- Fuga atonal 2 (赋格): 弦乐四重奏

## 外部連結
- 阿尔图罗·罗达斯的首页 (英文, 法文, 西语)
- 阿尔图罗·罗达斯 （页面存档备份，存于） 教科文组织
- 录音 （页面存档备份，存于）
- 巴塞罗那的出版者 （页面存档备份，存于）
- 网络 出版者, 巴黎 （页面存档备份，存于）
- 鸟儿的树 （页面存档备份，存于） 维基百科